# Khu bảo tồn khảo cổ Zawodzie

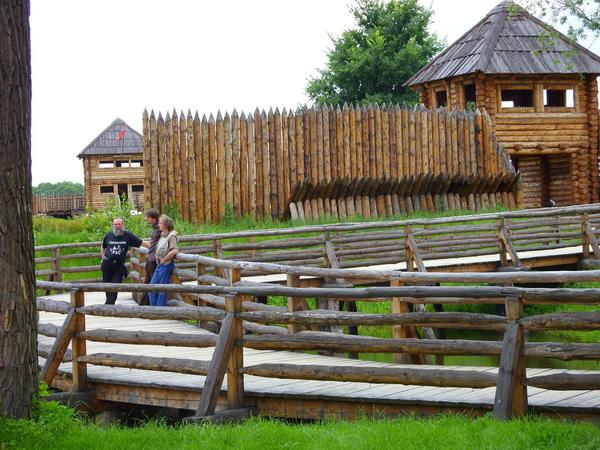
Một phần thành trì tại khu bảo tồn

Khu bảo tồn khảo cổ Zawodzie nằm ở thành phố Kalisz, là một chi nhánh của Bảo tàng quận Kalisz ở Kalisz. Khu bảo tồn là nơi ghi lại lịch sử nghiên cứu khảo cổ học đã được tiến hành trong khu vực thành trì thời trung cổ ở Zawodzie, Kalisz. Đây là thành trì đầu tiên ở Zawodzie đã được xây dựng vào những năm 850 - 860.

## Lịch sử
Thành phố Kalisz là một trong những nơi quan trọng nhất liên quan đến sự khởi đầu của nhà nước Ba Lan. Nó được xây dựng vào những năm 60 của thế kỷ thứ 9 trên một hòn đảo cát được bao quanh bởi con sông Prosna. Theo một số nhà nghiên cứu, chính từ Kalisz, triều đại Piast đã bắt đầu cuộc chinh phạt quân sự tới các lâu đài nằm trong khu vực Greater hay Ba Lan ngày nay. Vào thời trung cổ, Kalisz đã phát triển vô cùng rực rỡ dưới triều đại của Hoàng tử Mieszko III. Tại triều đại này, Kalisz cùng với Poznań và Gniezno, đã trở thành một trong ba lâu đài chính ở Greater Ba Lan. Sự sụp đổ của thành trì xảy ra vào thế kỷ thứ mười ba, khi hoàng tử Henryk Brodaty chinh phục thành phố và di chuyển Kalisz sang phía bên phải của sông Prosna.
Trong quá trình nghiên cứu tiếp theo được thực hiện vào năm 1983 - 1992, phần còn lại của một nhà thờ được làm bằng gỗ và đất sét đã được phát hiện. Sau khi hoàn thành nghiên cứu cuối cùng, việc phát triển các cuộc khai quật đã được bắt đầu để bảo vệ chúng một cách toàn diện, đồng thời sử dụng chúng cho mục đích triển lãm và đã được khai trương vào tháng 6 năm 1995. Các phần được triển lãm bao gồm: cổng của thành trì, các mô hình tượng đài Kalisz, hình ảnh, bản vẽ và bảng thông tin. Năm 2007, nhờ các khoản tiền thu được từ Quỹ phát triển khu vực châu Âu, các tòa nhà của lâu đài đã được xây dựng lại. Đến năm 2008, một phần của một pháo đài thời trung cổ đã được xây dựng lại trong Khu bảo tồn. Phần chính của Khu bảo tồn khảo cổ là một thành trì (đã được xây dựng lại một phần), được bao quanh bởi một bờ kè phòng thủ bằng đất và đá cao 5 mét.